# Spider-Man: One More Day
One More Day (рус. Ещё один день) — комикс-кроссовер из четырёх частей, выпущенный в 2007—2008 годах издательством Marvel Comics в связке с тремя основными сериями о Человеке-пауке. Сюжет, автором которого стал писатель Джей Майкл Стражински, а художником — Джо Кесада, рассказывает о Человеке-пауке после событий Гражданской войны и разворачивается в выпусках The Amazing Spider-Man #544, Friendly Neighborhood Spider-Man #24, The Sensational Spider-Man (vol. 2) #41 и The Amazing Spider-Man #545.
Человек-паук пытается спасти жизнь умирающей тёте Мэй. Он принимает предложение демона Мефисто, который обещает вернуть тётю в обмен на воспоминания о свадьбе Человека-паука. Вместе со своей женой Мэри Джейн Уотсон Паркер соглашается на сделку с Мефисто, и тот стирает их воспоминания о свадьбе, а также делает так, что весь мир забывает о личности Человека-паука, которую он раскрыл в выпуске Civil War #2.
Сюжетная линия заложила основы для пересмотра комиксов о Человеке-пауке путём отмены серий Friendly Neighborhood Spider-Man и The Sensational Spider-Man, а The Amazing Spider-Man начала издаваться трижды в месяц. Решение убрать свадьбу Питера Паркера и Мэри Джейн Уотсон, а также события сюжетной линии, были восприняты критиками и фанатами крайне негативно. Многим рецензентам не понравилось то, что Человек-паук заключил сделку с демоном из эгоистичных побуждений. Между тем рисунок авторства Джо Кесады был принят положительно.

## Сюжет
События начинаются с выпуска Amazing Spider-Man #544. После Гражданской войны, в сюжетной арке Back in Black, тётя Мэй была ранена неизвестным снайпером. Для её лечения Питер Паркер вынужден попросить финансовую помощь у своего бывшего соратника Тони Старка, а позже обращается за советом к Доктору Стрэнджу, который убеждает его, что он не способен что-либо изменить и вернуть время назад. Тем не менее, он поддерживает Питера, когда тот решает обратиться за помощью к другим героям и злодеям — к Доктору Думу, Риду Ричардсу, Доктору Осьминогу, но ни один из них не знает, как повернуть время назад. В отчаянии Паркер использует одно из заклинаний Доктора Стрэнджа без его ведома и получает ранения. Стрэндж исцеляет его раны и отправляет в больницу к тёте.
По дороге в госпиталь Питер встречает маленькую девочку, которая предлагает ему решение всех его проблем, но затем убегает. Последовав за ней, Питер сталкивается с группой мужчин и женщиной в красном, и та сообщает ему, что мужчины — версии его самого из альтернативных вселенных, где он не стал Человеком-пауком. Неожиданно женщина превращается в демона, который называет себя Мефисто, и говорит, что может спасти тётю Мэй. В качестве платы ему нужна не душа Питера, а брак с Мэри Джейн. Мефисто даёт времени на раздумья до полуночи. Спустя несколько часов Мэри Джейн и Питер решают согласиться на сделку с условием, что Мефисто сотрёт из памяти людей воспоминания о Питере Паркере как о Человеке-пауке. Мефисто говорит паре, что девочка, которую встретил Питер, — их дочь, которая теперь никогда не родится из-за их решения.
Демон выполняет свою часть сделки — меняет историю так, что Питер и Мэри Джейн никогда не женились, и никто в мире не помнит, чьё лицо скрывается под маской Человека-паука. Питер просыпается в своей постели у себя дома, а его тётя снова жива. На вечеринку приходит его лучший друг Гарри Озборн, погибший в The Spectacular Spider-Man #200, и знакомит его со своими подругами: Лилли Холлистер и Карли Купер. Питер мимолётно замечает, что Мэри Джейн грустно покидает вечеринку. Все гости поднимают тост за совершенно новый день.

## Персонажи
- Питер Паркер / Человек-паук — бывший нью-йоркский фотограф. Во время предшествующих комиксу событий Гражданской войны раскрыл миру свою личность и принял сторону Железного человека, выступая за регистрацию супергероев. Из-за своего решения снять маску был уволен с работы, потерял многих друзей и подставил под удар родных, из-за чего пострадала его тётя Мэй. Позже примкнул к противникам регистрации во главе с Капитаном Америкой, но после того, как противники потерпели поражение, вместе с оставшимися незарегистрированными героями был вынужден скрываться.
- Мэри Джейн Уотсон — театральная актриса и супруга Питера Паркера. Поддерживала мужа во всех решениях: согласилась вместе с ним переехать в башню Старка, когда тот встал на сторону Железного человека, и вместе с тётей Мэй ушла в подполье, когда Питер примкнул к противникам регистрации. Скрываясь под вымышленными именами, ухаживала за раненой тётей Мэй в больнице.
- Мэй Паркер — тётя Питера Паркера, которая воспитала его после смерти родителей. После войны, когда Человек-паук был в бегах, была тяжело ранена снайпером, нанятым Кингпином, впала в кому и вскоре скончалась в больнице.
- Мефисто — демон, один из самых сильных Древнейших богов, что управляли Землёй с начала её существования. Специализируется на краже душ и воспоминаний людей о важных для них событиях. Существует в собственном измерении и сам же управляет им, имея в своем распоряжении армию демонов.
- Доктор Стрэндж — могущественный и справедливый супергерой с магическими силами. В Гражданской войне сохранял нейтралитет, а после войны присоединился к команде Новых Мстителей.

Эпизодически появляются Рид Ричардс, Тони Старк, Гарри Озборн, Гроза, Доктор Дум, Серебряный Сёрфер, Морбиус, Флэш Томпсон, Хэнк Маккой, Чёрная Пантера, Джарвис, Карли Купер, Лилли Холлистер (Угроза).

## История публикаций

### Предпосылки
Идея убрать из сюжета брак Питера Паркера и Мэри Джейн Уотсон и возвращения Человека-паука к своим корням возникла у Джо Кесады, занимавшего на тот момент должность главного редактора Marvel, как необходимая мера для сохранения «долговечности» персонажа в течение следующих 20 или 30 лет. По словам Кесады, он и другие редакторы уже давно искали возможность начать новый виток в сериях о Человеке-пауке.

Взять и убрать свадьбу персонажа или поменять что-то, связанное с этим, — это очень просто. Просто сделать огромный перезапуск и сказать, что какие-то из событий не происходили вообще. Но, на самом деле, здесь, в Marvel, мы так не делаем.— Джо КесадаОригинальный текст (англ.)It's very easy to un-marry a character, or fix something like that: you just do a huge universal retcon, and say a few events in history didn't happen. But that's really not the way we do it here at Marvel.
Возможность изменить события представилась после выхода мини-серии Гражданская война, где общественность узнаёт о том, что Питер Паркер и Человек-паук — одно и то же лицо. Кесада знал о планах Джея Майкла Стражински уйти из Marvel, потому лично предложил ему работу над One More Day в качестве его последнего проекта.

### Написание
Развитие идеи One More Day началось ещё за два года до её выхода, на одной из творческих встреч писателей и редакторов Marvel. Кесада, Стражински, Брайан Майкл Бендис, Марк Миллар, Джеф Лоуб, Том Бревурт и Аксель Алонсо занялись разработкой фабулы, а позже к ним присоединились Эд Брубейкер и новый сценарист Amazing Spider-Man Дэн Слотт. Сюжет был анонсирован как последний проект Стражински для Marvel, который дебютировал в серии The Amazing Spider-Man в начале 2007 года. В качестве художника был привлечён сам Джо Кесада, который, несмотря на свои обязанности главного редактора и избирательность в выборе проектов, согласился заняться иллюстрированием сюжета. По его словам, он чувствовал свою причастность к созданию истории и разрабатывал проект так долго, что не мог не согласиться.
Несмотря на то, что детали сюжета на тот момент не раскрывались, в феврале 2007 года был выпущен промо-постер, состоящий из одной строки «What would you do… with one more day?» (рус. Что бы вы сделали...если бы у вас остался лишь ещё один день?). На San Diego Comic-Con International в июле 2007 года Кесада раскрыл несколько моментов предстоящей серии, описав её как «история Питера и Мэри Джейн». На той же пресс-конференции редактор Том Бревурт сообщил, что The Amazing Spider-Man останется единственной серией о Человеке-пауке и будет выходить трижды в месяц.
Из-за известного недовольства Кесады по поводу брака Питера и Мэри Джейн фанаты начали размышлять о его планах в той или иной форме убрать его из сюжета . По словам самого Кесады, сюжет 1987 года The Wedding! произошёл из-за решения редактора Джима Шутера, которое было зеркально противоположно планам Стэна Ли относительно комиксов о Человеке-пауке и начала выпуска комикс-газеты для привлечения нового поколения читателей.

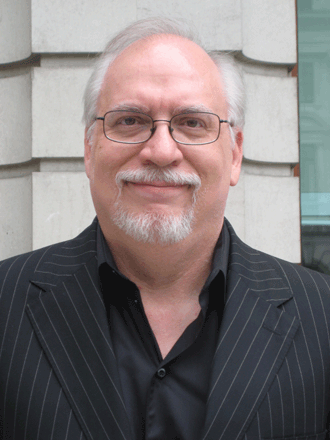
Джей Майкл Стражински, соавтор сценария

Стражински также не был полностью согласен с задумкой Кесады. В одном из публичных выступлений он сказал:

Там было много чего, с чем я был не согласен, и прямо заявил об этом Marvel, а особенно Джо Кесаде. Был момент, когда я принял решение и сказал Джо, что собираюсь убрать своё имя из двух последних выпусков сюжетной арки One More Day. В конце концов Джо отговорил меня от этого решения, а я не хотел саботировать его или Marvel, так как уважаю их обоих.Оригинальный текст (англ.)There's a lot that I don't agree with, and I made this very clear to everybody within shouting distance at Marvel, especially Joe Quesada... there was a point where I made the decision, and told Joe, that I was going to take my name off the last two issues of the OMD arc. Eventually, Joe talked me out of that decision because at the end of the day, I don't want to sabotage Joe or Marvel, and I have a lot of respect for both of those.
Кесада прокомментировал разногласия со Стражински, сказав, что их конфликт заключался в самом способе, при помощи которого брак Питера и Мэри Джейн хотели вывести из сюжета, потому Стражински высказал мнение против его отмены.
К непосредственному созданию истории приложили руку сразу несколько авторов Marvel, участвовавших в разработке фабулы, в том числе Брайан Майкл Бендис, Марк Миллар, Эд Брубейкер и Дэн Слотт. В период написания сценария Кесада утверждал, что он и Стражински хотят воскресить Гвен Стейси и Гарри Озборна в заключительной главе, но этот поворот сюжета был отвергнут несколькими редакторами, которые посчитали, что персонажи должны остаться мёртвыми. Также, по словам Кесада, задумка, воплощённая в изменении текущей непрерывности повествования в четвёртом выпуске сюжетной линии, был придумана Стражински ещё в 1971 году в связке с сюжетной линией Green Goblin Reborn!, в которой Гарри Озборн начал принимать наркотики. Питер должен был помочь Гарри Озборну попасть в центр реабилитации наркозависимых, что открыло бы создателям перспективу изменения сюжета. Мэри Джейн осталась бы с Гарри, Гвен Стейси не была бы убита, и в конечном итоге свадьба Питера с Мэри Джейн никогда бы не произошла. Кесада понял, что такие изменения повлекут за собой далеко идущие последствия в дальнейших сюжетных линиях, поэтому принял решение изменить сценарий Стражински. Хотя Питер и Мэри Джейн позже появились вместе в нескольких флешбэк-историях, Кесада назвал One More Day кульминацией их отношений, а также выяснением отношений между Тони Старком и Питером Паркером, которые стали близки к отношениям между отцом и сыном во время Гражданской войны. Тем не менее, он намекнул, что оба персонажа, возможно, появятся в дальнейшем в одной сюжетной линии.
В интервью сайту Comic Book Resources Кесада рассказал, что все события, которые произошли с Питером, не выходят за рамки канона вселенной Человека-паука, они по-прежнему включены в неё, и единственными изменениями являются те, что Питер и Мэри Джейн не поженились по неизвестной причине, а инцидент с разоблачением Человека-паука во время Гражданской войны был забыт. В некоторых интервью Стражински рассказал о деталях своих первоначальных планов по «перезапуску» Человека-паука и о разговорах с Кесада по этому поводу. По его словам, они стремились сохранить как можно больше уже произошедших событий, но изменение некоторых из них было неизбежно. Например, по его мнению, сюжет, где Мэри Джейн беременна, никогда бы не произошёл. После One More Day Человек-паук потерял органические пускатели паутины, которые он получил в сюжетной линии Avengers Disassembled, а также дополнительные паучьи способности из сюжетной линии The Other, и снова вернулся к использованию механических приспособлений, дав сценаристам повод в очередной раз продемонстрировать изобретательность и ум Питера Паркера.
Кесада решил, что «сделка с дьяволом» — демоном по имени Мефисто, который воспользовался слабыми местами Питера, — стала наилучшим разрешением проблемы его бракосочетания с Мэри Джейн, лучшим, чем их развод, который означал бы, что они сознательно отказались от отношений друг с другом из-за опасности или страха, и вместо расставания выбрали сделку с дьяволом. Кесада также сказал: «Питер и Эм Джей не отказались от любви к друг другу, они решили принести её в жертву, чтобы сохранить жизни. Для меня это была очень героическая история. Но помните, что я идиот».

### Детали релиза
Четыре выпуска, в которых разворачивался сюжет One More Day, первоначально планировалось выпускать в августе 2007 года с периодичностью раз в неделю. Из-за совмещения Кесадой обязанностей главного редактора и художника выход был отложен. Выпуск Sensational Spider-Man (vol. 2) #41 планировался к выпуску в конце октября, а выход заключительной главы Amazing Spider-Man #545 был назначен на ноябрь. Позже релиз снова был отложен, и Sensational Spider-Man (vol. 2) #41 и Amazing Spider-Man #545 вышли 28 ноября и 27 декабря того же года соответственно.

## Выход

### Продажи
Первый выпуск кроссовера, The Amazing Spider-Man #544, продавался очень хорошо. По данным прямых продаж было продано 146 215 копий комикса, что поставило его на вторую строчку в топе самых продаваемых комиксов за сентябрь 2007 года, где он уступил только четвёртому номеру мини-серии Мировая война: Халк. Продажи остальных трёх частей сюжетной линии были меньше. Friendly Neighborhood Spider-Man #24 был продан в количестве 110 405 копий, а The Sensational Spider-Man #41 — 100 300. Заключительный выпуск The Amazing Spider-Man #545 вновь занял вторую строчку с продажами в количестве 124 481.

### Реакция
За резкое изменение сюжета серия была подвергнута критике со стороны обозревателей и поклонников. Рецензент IGN Джесси Шедден описал выпуск Amazing Spider-Man #545 как «несомненно худшее, что Marvel опубликовала в 2007 году» и «высшей степени deus ex machina». Другой обозреватель IGN Ричард Джордж заявил, что One More Day может стать одним из ярких примеров худшей редакционной политики, а Кесада, в погоне за сохранением привлекательности Питера Паркера, фактически подорвал фундаментальные основы как персонажа, так и стиля повествования Marvel. Однако и Джордж, и Шедден высоко оценили художественное оформление серии.
Стэн Ли, один из создателей Человека-паука, высоко оценил сюжет, отметив мужество редакторов и создателей, необходимое для такого резкого поворота сюжета о популярном персонаже. Он сравнил реакцию поклонников на выход серии с выходом в 1987 году сюжетной линии о свадьбе Мэри Джейн и Питера Паркера, на которую тоже обрушился шквал критики. Однако в своей газетной полосе Ли сделал пародию на One More Day, представив его как плохой сон, а Питер и Мэри Джейн на самом деле всё ещё женаты.
Обозреватели новостного портала Newsarama в целом негативно отнеслись к комиксу. Дж. Калеб Моззокко согласился с тем, что понимать и сочувствовать Человеку-пауку было легче, когда тот был молодым и неженатым, но идея убрать брак из основной вселенной ему показалась ненужной, потому что существуют такие серии, как Ultimate Spider-Man и Marvel Adventures Spider-Man. Он посчитал сюжет запутанным, а также проявил интерес к тому, как он повлияет на вселенную Marvel в целом, ведь Человек-паук играет важную роль в Новых Мстителях и в событиях Гражданской войны. Кевин Хаксфорд назвал сюжет «совершенно нелепым», а Лукас Зигель критиковал Кесаду за то, что тот заставил героического Питера Паркера заключить «сделку с Дьяволом» по эгоистичным причинам. Ричард Ринтериа посчитал, что конец сюжета можно было использовать как возможность «добавить новый слой вины в и так не простую жизнь Питера, позволив Мэй наконец-таки уйти из жизни». По мнению Троя Браунфилда, сюжетная линия навредила непрерывному повествованию, решение Человека-паука было «эгоистичным и детским», а весь сюжет показал «большой средний палец идее брака в комиксах». Брэндон Томас отнёсся к комиксу более позитивно и назвал One More Day «невероятно хорошо рассказанной историей». Особенно ему понравились морально неоднозначное решение, которое должен принять Питер, и то, как они с Мэри Джейн с этим справляются, и рисунок Кесады, который, по его мнению, передаёт «чувство вины, сожаления и отчаяния». В отношении к радикальным изменениям в общем повествовании он высказался так: «Женатый Питер Паркер на самом деле не является жизненно важным компонентом» историй о Человеке-пауке.
Самира Ахмед в своей статье на сайте британского канала Channel 4 News сравнила реакцию на One More Day с реакцией на один из клиффхэнгеров телесериала «Даллас», заявив, что «этот противоречивый выпуск комикса разлетался с полок, но реакция читателей была злобной». Она также высказала мнение, что эта сюжетная линия была создана для того, чтобы сделать комиксы более похожими на финансово успешные фильмы и побочные продукты.

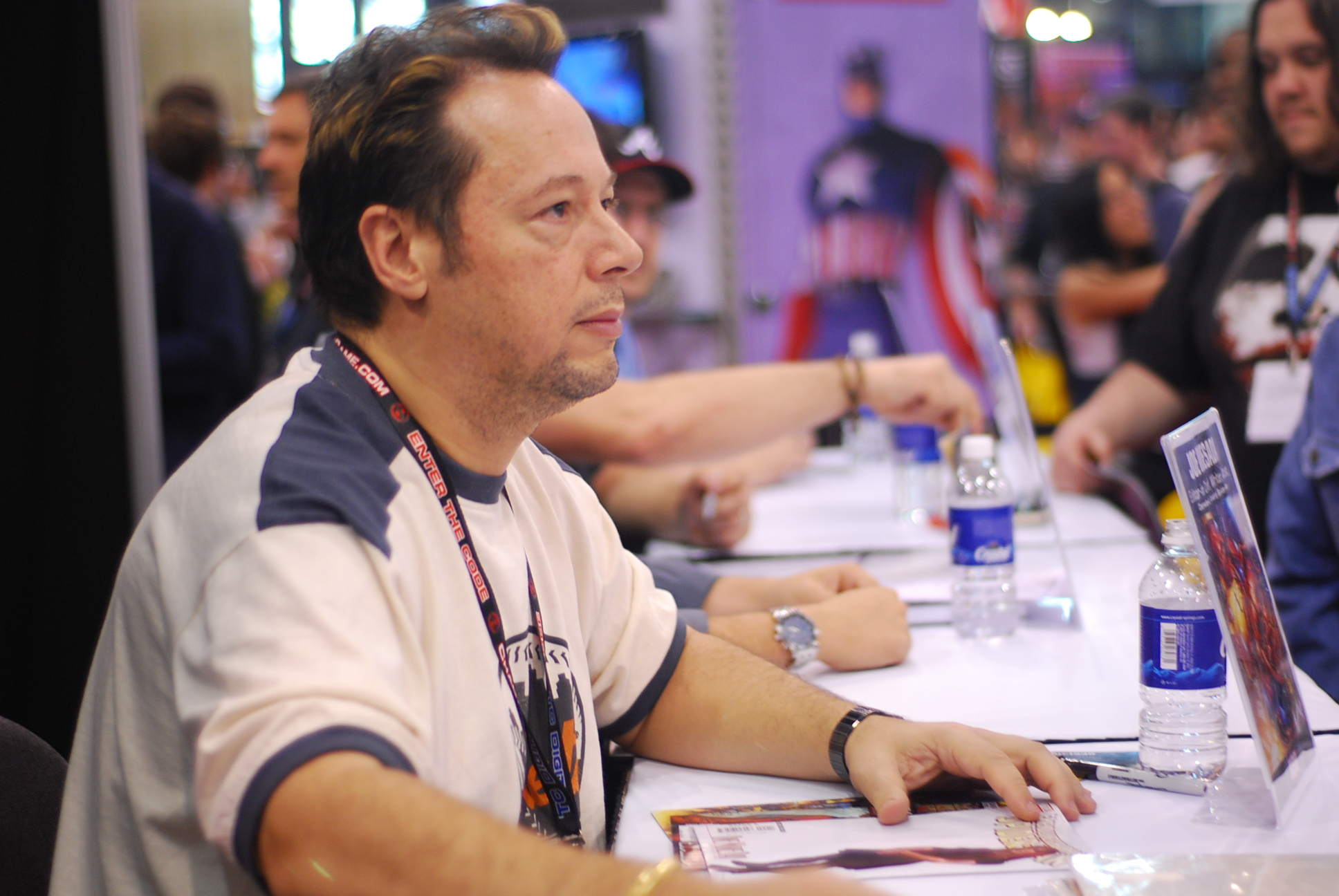
Джо Кесада, соавтор сценария и художник

Оценил художественную работу Кесады и обозреватель журнала Wizard Энди Сервин, но он, однако, резюмировал, что всё, вплоть до событий и исполнения, «не имеет никакого смысла» и не даёт возможности сопереживать героям и поддерживать их решения. Он раскритиковал использование магии в научной фантастике, назвав её «самым большим надувательством со времён „Далласа“», и введение новых и незнакомых персонажей, разрушивших весь концепт комиксов о Человеке-пауке. Коллега Сервина, Киль Фегли, остался недоволен и попытками самого Кесады и других писателей в дальнейшием как-то распутать клубок событий One More Day и высказал мнение, схожее с мнением Дж. Калеба Моззокко из Newsarama, — не всё нуждается в постоянной непрерывности повествования, а попытки её добиться далеко не всегда оказываются удачными.
Историк комиксов Питер Сандерсон критиковал сюжет за то, что для отказа от брака была использована сверхъестественная сила, а не развод, что было бы более зрелым решением. Он заявил, что авторы забыли сюжетные линии, в которых Человеку-пауку приходилось сталкиваться с проблемами наркотиков и жестокого обращения с детьми, а также чувствовать вину за смерть дяди Бена. Он писал: «Я надеюсь, что есть профессиональные писатели и редакторы комиксов, а также люди, которые станут профессиональными писателями и редакторами комиксов, и которые оскорблены тем, что Marvel заставила Человека-паука заключить сделку с дьяволом. И эти настоящие и будущие писатели и редакторы должны будут всё это переделать. Посмотрим, уйдёт ли в этот раз на это двадцать лет или намного меньше». Тем не менее он посчитал, что сюжетная линия лучше, чем «Сага о клонах», так как она только изменила одну сторону канона вместо того, чтобы полностью её убрать. Ему особенно не понравилась идея того, что герой заключил сделку с настолько злым персонажем, как Мефисто, в действительности являющимся дьяволом.

## Итоги
Выпуск One More Day дал старт ряду сюжетных арок из цикла «назад к основам», где в том числе появились новые персонажи — Карли Купер, Райан Максвелл, Шон Бойл, Мистер Негатив, супергероиня Джекпот, злодейка Угроза и другие. Человек-паук вернул свой статус-кво, работу фотографа, снова стал холостяком и живёт с тётей Мэй, как и в комиксах о Человеке-пауке 1970-х годов. Из-за того, что временная линия была переписана, Гарри Озборн, который считался погибшим в выпуске The Spectacular Spider-Man #200, воскрес и живёт в Европе. Из комикса One Moment in Time становится известно, что никто не знает, кто скрывается под маской Человека-паука, хотя некоторые «смутно помнят», как Человек-паук снимал маску во время Гражданской войны, однако не помнят подробностей. Хотя Кесада поначалу придерживался мнения, что смысла объяснять подробности изменений временной линии нет, так как они магического свойства, другие писатели (а позже и сам Кесада в комиксе One Moment in Time) предпринимали попытки более подробно описать произошедшие события и ответить на вопросы, оставшиеся без ответа в One More Day. В частности, в One Moment in Time становится известно, что Мефисто помешал браку Питера и Мэри Джейн случиться, запустив новую цепочку случайностей в их временной линии.
Сюжетная линия заложила основы для пересмотра комиксов о Человеке-пауке путём отмены всех серий, кроме The Amazing Spider-Man. Хотя она начала издаваться трижды в месяц, отмена сразу нескольких серий вызвала недовольство американских поклонников. Чтобы успевать готовить новый выпуск, издательством была сформирована новая творческая команда в лице писателей Дэна Слотта, Марка Гуггенхайма, Боба Гейла и Зеба Уэллса, а также нескольких художников — Стива Макнивена, Сальвадора Ларрока, Фила Хименеса и Криса Бачало. Группы чередуются между собой: комикс Brand New Day, вышедший сразу после One More Day, был разделён на четыре тома, каждый из которых писался поочерёдно разными рабочими группами художников и сценаристов, но при этом их основная сюжетная линия была плодом общего сотрудничества. Бачало и Хименес проработали над Человеком-пауком дольше остальных художников; кроме того, в разное время над серией работали Майк Макоун, Маркос Мартин, Барри Китсон и Джон Ромита-младший, а Марк Уэйд позже занял место Уэллса.

### Хронология выпусков серии
| × | Основной сюжет |

| + | Дополнительные промовыпуски |

| Часть | Дата выхода  | Выпуск                                                     | Примечание                                     |
| ----- | ------------ | ---------------------------------------------------------- | ---------------------------------------------- |
| I     | ноябрь 2007  | The Amazing Spider-Man #544                                |                                                |
| II    | ноябрь 2007  | Friendly Neighborhood Spider-Man #24                       |                                                |
| III   | декабрь 2007 | Sensational Spider-Man #41                                 |                                                |
| IV    | январь 2008  | The Amazing Spider-Man #545                                |                                                |
|       | август 2007  | Spider-Man: One More Day Sketchbook                        | Промо-выпуск со скетчами                       |
|       | декабрь 2007 | Marvel Spotlight : Spider-Man One More Day / Brand New Day | Промовыпуск, содержащий интервью с создателями |

### Коллекционные издания
| Название                 | Включенные выпуски | Дата                                                       | ISBN                                  |
| ------------------------ | --- | ---------------------------------------------------------- | ------------------------------------- |
| Spider-Man: One More Day | Amazing Spider-Man #544-545, Sensational Spider-Man #41, Friendly Neighborhood Spider-Man #24 и Marvel Spotlight: «Spider-Man — One More Day/Brand New Day» | апрель 2008 (твёрдая обложка) август 2008 (мягкая обложка) | ISBN 0-7851-2633-3 ISBN 0-7851-2634-1 |